# Золотой каранг
Золотой каранг (лат. Gnathanodon speciosus) — вид крупных морских лучепёрых рыб из семейства ставридовых (Carangidae), единственный в одноимённом роде (Gnathanodon). 
Золотой каранг широко распространён повсеместно в тропических и субтропических водах Индийского и Тихого океанов, от Южной Африки на западе до Центральной Америки на востоке, от Японии на севере до Австралии на юге. Преимущественно обитает в прибрежных водах, как на рифах, так и на песчаных субстратах. 
Золотого каранга легко отличить от сородичей благодаря его мясистым, эластичным губам и уникальной окраске, которая колеблется от ярко-жёлтого с чёрными полосами у молодых особей до золотисто-серебристого цвета у взрослых особей. Известно, что золотой каранг может вырастать до 120 см в длину и достигать массы до 15 кг. Косяки молодых особей часто следуют за крупными объектами, такими как акулы и медузы. С помощью выдвижной челюсти золотой каранг высасывает добычу из песка или рифа, его пищей становятся различные виды рыб, ракообразных и моллюсков. Нерест у золотого каранга происходит ночью в разные времена года на всей территории обитания вида. 
По сравнению с другими регионами добыча золотого каранга не так популярна, как на Среднем Востоке, с 2000 по 2010 год мировой улов рыбы составлял от 1187 до 3475 тонн. Золотой каранг — популярная промысловая рыба, которую ловят с помощью приманки, блесны, нахлыста, а также копья на всей территории обитания вида. В настоящее время в нескольких азиатских странах золотой каранг разводится в рыбных хозяйствах. Из-за блестящей окраски молодые особи пользуются популярностью в морских аквариумах.